# Panipat Taraf Makhdum Zadgan
Panipat Taraf Makhdum Zadgan è una suddivisione dell'India, classificata come census town, di 35.150 abitanti, situata nel distretto di Panipat, nello stato federato dell'Haryana. In base al numero di abitanti la città rientra nella classe 
III (da 20.000 a 49.999 persone).

## Geografia fisica
La città è situata a 29° 24' 58 N e 76° 59' 18 E.

## Società

### Evoluzione demografica
Al censimento del 2001 la popolazione di Panipat Taraf Makhdum Zadgan assommava a 35.150 persone, delle quali 19.248 maschi e 15.902 femmine. I bambini di età inferiore o uguale ai sei anni assommavano a 6.471, dei quali 3.483 maschi e 2.988 femmine. Infine, coloro che erano in grado di saper almeno leggere e scrivere erano 17.904, dei quali 11.530 maschi e 6.374 femmine.